# Eudocia Epifania
Eudocia Epifania (in greco Επιφανεία?; Costantinopoli, 7 luglio 611 – prima del 639) è stata una nobile bizantina, l'unica figlia dell'imperatore bizantino Eraclio nata dal primo matrimonio con Fabia Eudocia. Fu battezzata il 15 agosto dello stesso anno e incoronata Augusta il 4 ottobre successivo.

## Biografia
Quando aveva circa 15 anni, nel 626, il padre si alleò con i Göktürks occidentali e i Cazari contro i persiani sassanidi e gli Avari eurasiatici. Per garantire l'alleanza con i turchi, Eudocia fu promessa sposa al turco Ziebel - conosciuto anche come Tong Yabghu Qaghan -, secondo al comando del khaganato. I due si sposarono nel 629 o nel 630, ma alla morte di Ziebel Eraclio ordinò alla figlia di ritornare a Costantinopoli.
La data della sua morte non è conosciuta, ma è avvenuta prima del 4 gennaio 639 poiché nel de ceremoniis di quel giorno, descritto dall'imperatore Costantino VII, Eudocia non è nominata.